# Kovbojové a andělé
Kovbojové a andělé (v originále Cowboys & Angels) je koprodukční irsko-německo-britský hraný film, který natočil režisér David Gleeson v roce 2003. V České republice film v roce 2009 vyšel na DVD.

## Děj
Shane Butler vykonává civilní službu v Limericku, ale chtěl by studovat na umělecké škole. Podaří se mu sehnat podnájem spolu s Vincentem Cusackem, který na škole studuje módní návrhářství a je gay. Shane se zamiluje do Vincentovy nejlepší kamarádky Gemmy. Nechtěně se zaplete do nelegálního obchodu se sousedem Keithem, a protože potřebuje peníze na školné, přijme nabídku stát se převozcem drog z Dublinu. Při domovní prohlídce jsou Shane a Vincent zatčeni a po propuštění Shane s drogami přestane. Když Vincent odletí po škole do New Yorku, Shane zůstane s Gemmou a přihlásí se na studia.

## Obsazení
| Michael Legge | Shane Butler   |
| Allen Leech   | Vincent Cusack |
| Amy Shiels    | Gemma          |
| David Murray  | Keith          |
| Frank Kelly   | Jerry          |
| Colm Coogan   | Budgie         |
| Sean Power    | Frankie        |
| Nigel Mercier | Inspektor      |